# 哈默施泰因

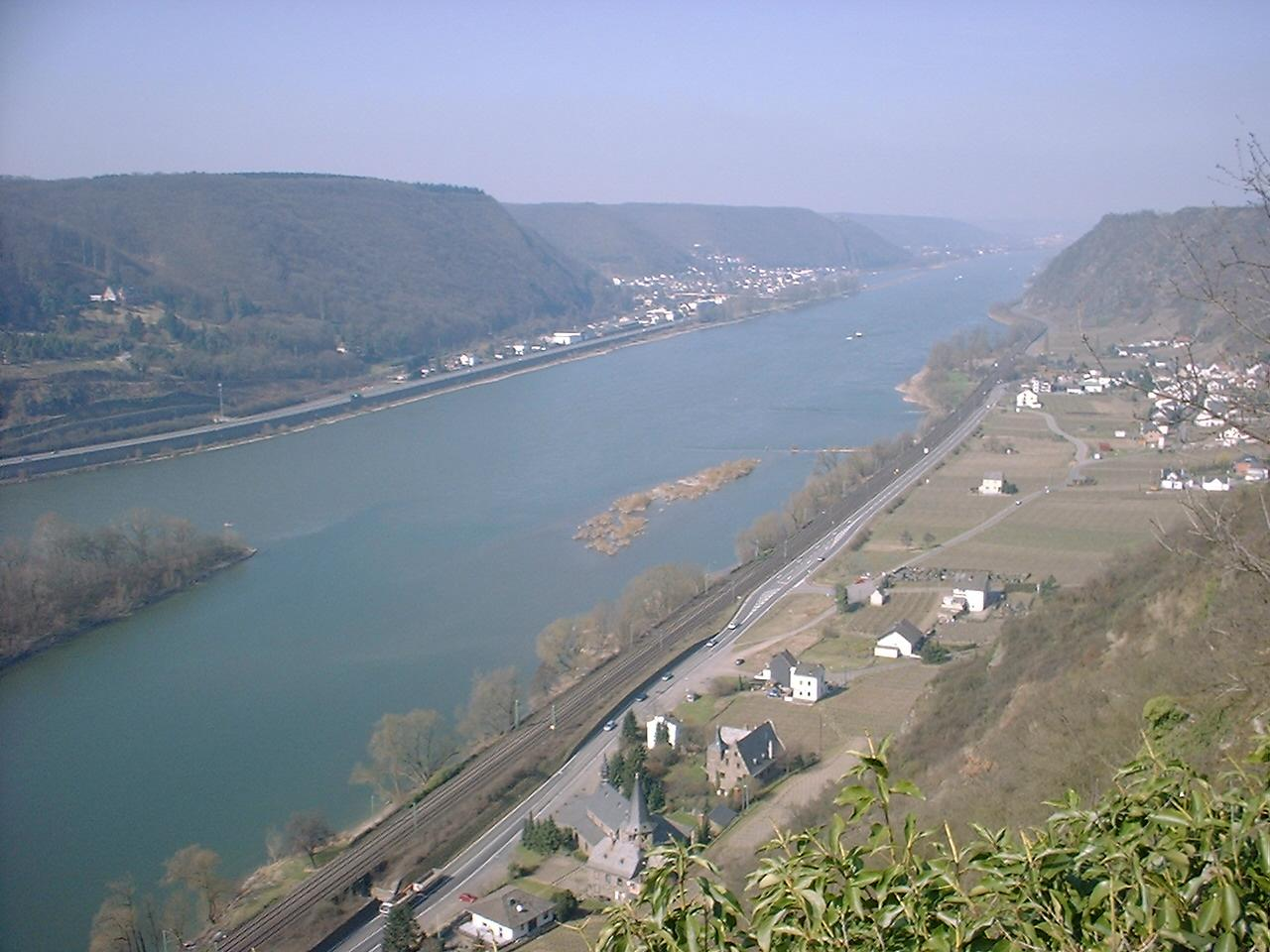

哈默施泰因是德国莱茵兰-普法尔茨州的一个市镇。总面积7.21平方公里，总人口336人，其中男性154人，女性182人（2011年12月31日），人口密度47人/平方公里。